# Перша битва при Ізонцо
Перша битва при Ізонцо (італ. Prima battaglia dell'Isonzo, нім. Erste Isonzoschlacht) — перша наступальна операція італійських військ на Італійському фронті Першої світової війни.
Італійське командування, сподіваючись на раптовість, хотіло опанувати пануючими висотами і перевалами, проте австро-угорська армія без особливих проблем перейшла на заздалегідь підготовлені рубежі оборони. Італійці за місяць прикордонних запеклих боїв змогли захопити плацдарм через річку Ізонцо в районі Плави, опанувати висоту Монте-Неро і домогтися незначних успіхів в районі Трентіно. Однак, значного успіху перший наступ італійців не здобув і вони відразу ж перейшли до підготовки чергового наступу на цьому оперативному напрямку.

## Історія
Незабаром після оголошення війни, у ніч на 24 червня 1915 року, італійська армія перейшла в наступ, не завершивши зосередження й розгортання військ. Наступ розвивався у чотирьох напрямках. Італійські армії переважали австро-угорські війська за чисельністю вдвічі, однак австрійці мали вигідніше стратегічне розташування. В артилерійській підготовці взяли участь 700 італійських гармат. Бої розгорнулись одночасно на Ізонцо, у Карнійських та Кадорських Альпах, у Трентіно. У Трентіно, де наступ здійснювався кількома колонами, що сходились, італійським військам вдалось просунутись на лінію Коль-ді-Тонале — Рево — Роверето — Борго. В Кадорі частинам, що наступали, вдалося захопити Монте-Кроче і Кортіна-д'Ампеццо. У Карпінських Альпах італійці просувались особливо повільно і не змогли досягти жодних результатів.

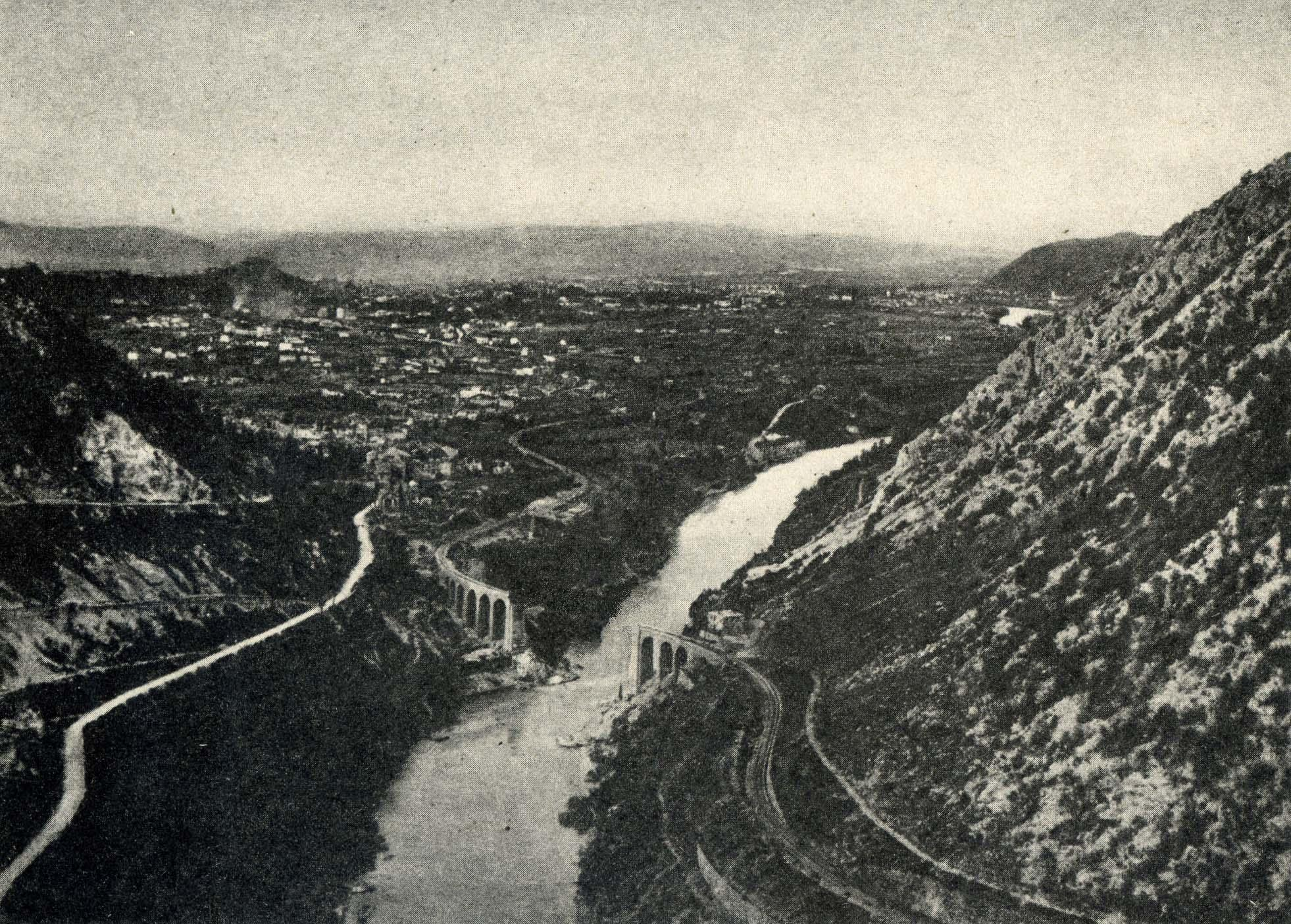
Гориція (ліворуч) і річка Ізонцо

Основним напрямком наступу став район Ізонцо, де зосередилось головне угрупування італійських військ. Бої тут набули запеклого характеру. На всьому фронті наступу, від Монте-Неро до Мої-Фальконе, зав'язались важкі прикордонні бої. Незважаючи на запеклий опір австрійських частин, тим, хто наступав, вдалось переправитись через Ізонцо. Австрійське командування відвело свої частини на підготовлені оборонні рубежі. Італійцям вдалось розширити плацдарм після форсування річки біля Плави й захопити висоту Монте-Неро. Італійським частинам вдалось увійти до міста Гориція, однак невдовзі їм довелось звідти відступити. Незабаром подальше просування італійських військ було призупинено контратаками австро-угорських військ, які отримали дві свіжі дивізії. Одним з факторів зупинки італійського наступу, окрім дій австрійської армії, стали помилки італійського командування, в першу чергу, недостатня артилерійська підготовка (за нестачі артилерійських боєприпасів). Також під час пересування військ вперед артилерія не підтримувала піхоту, що вела наступ, атаки були розрізненими, дротові загородження не було знищено артилерією.
Підсумком першого італійського наступу, який отримав назву Перша битва при Ізонцо, стало захоплення італійською армією незначних територій і зрив італійського плану на захоплення панівних висот на австро-італійському кордоні. Втрати італійців склали 16 000 загиблими, пораненими й полоненими (з яких близько 2000 — вбитими); австрійська армія втратила 10 000 вбитими, пораненими й полоненими (з яких близько 1000 — вбитими).